# Grauwgroene hertenzwam
De grauwgroene hertenzwam (Pluteus salicinus) is een paddenstoel uit de familie Pluteaceae. Hertenzwammen leven saprotroof op hout of houtafval. De zwam groeit op takken, stammen en stronken van loofbomen in loofbossen en parken op vochtige bodem. De zwam bevat wisselende hoeveelheden psilocybine. Bij consumptie kunnen bewustzijnsstoornisen en roesachtige verschijnselen optreden.

## Taxonomie
De soort werd in 1798 voor het eerst beschreven door Persoon en is in 1871 door Paul Kummer in het geslacht Pluteus geplaatst.

## Kenmerken

### Uiterlijke kenmerken
Hoed
De hoed heeft een grootte van 2 tot 6 cm. Ze is eerst klokvormig maar al snel gewelfd tot vlak met een lage umbo. Het oppervlak is droog, radiair vezelig met centraal kleine schubjes. De kleur is donker grijsgroen in het midden, verder veel bleker en bruingrijs. Bij drogen treedt een bleekgroene tot blauwgrijze verkleuring op.
De rand is doorschijnend gestreept.
Steel
De steel is vezelig wittig met onderaan een groenige of blauwige weerschijn. De zwam heeft geen beurs of ring. De steel is 3 tot 5 (10) cm lang en 2 tot 6 mm dik. Bij de basis is de steel iets dikker.
Lamellen
De buikig verlopende lamellen staan vrij van de steel. Ze zijn wit, maar kleuren later roze door de rijping van sporen.
Geur en smaak
De geur en smaak is onaangenaam, onbepaald of enigszins raphanoid (zoals radijs).
Sporenprint
De sporenprint is roze-vleeskleurig tot bruinroze. 

### Microscopische kenmerken
De sporen zijn glad, roze, breed ellipsoïde en meten 7-8,5 × 5-6 µm. De basidia zijn 2–4-sporig. Er zijn talloze dunwandige en kleurloze cheilocystidia, 35-50 × 15-20 μm groot en knotsvormig of omgekeerd peervormig. Pleurocystidia zijn spoelvormig met licht verdikte wanden 60- 90 × 15 - 18 µm. Ze hebben 3 tot 5 hoornachtige uitsteeksels. De hyfen in de hoedhuid zijn tot 10 μm dik, met afgeronde uiteinden en een grijsbruine binnenkant. Er zijn talloze gespen in de hyfen van de hoed en vooral in de hyfen van de hoedhuid.

## Verspreiding
De zwam komt in Europa en Siberië wijdverspreid voor. In Nederland en België is het in zomer en herfst een vrij algemene soort.

## Foto's

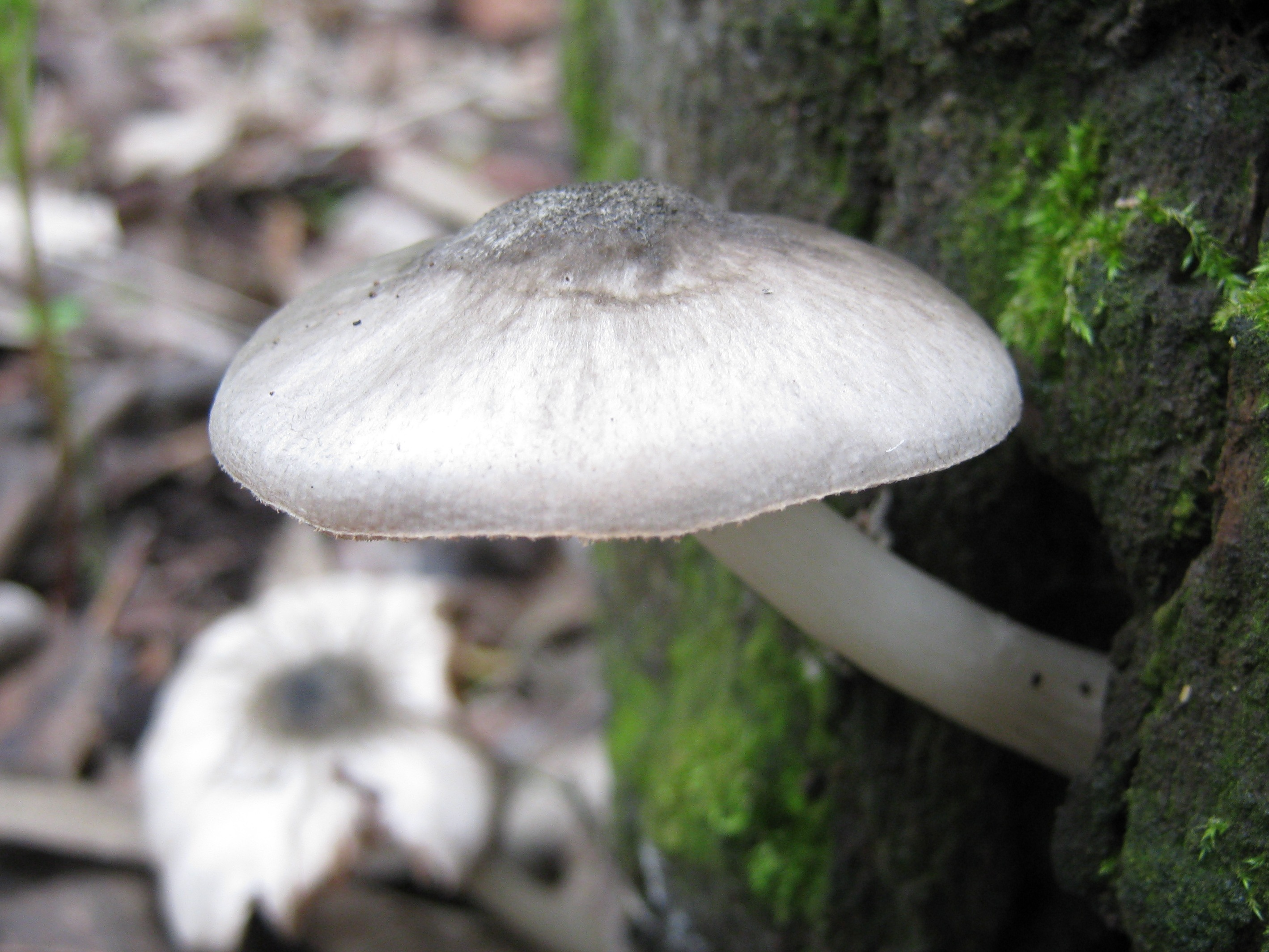
hoed
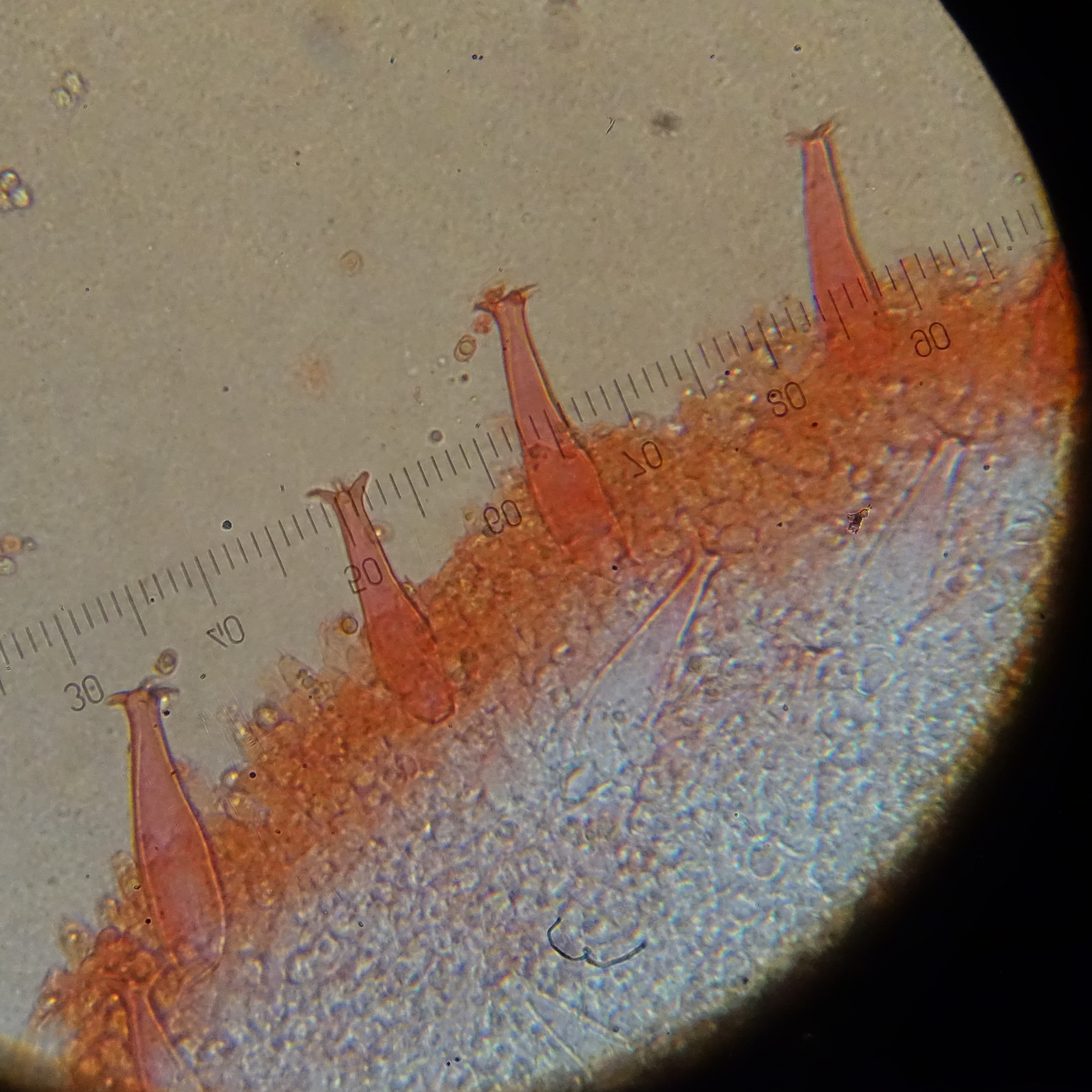
pleurocystidia
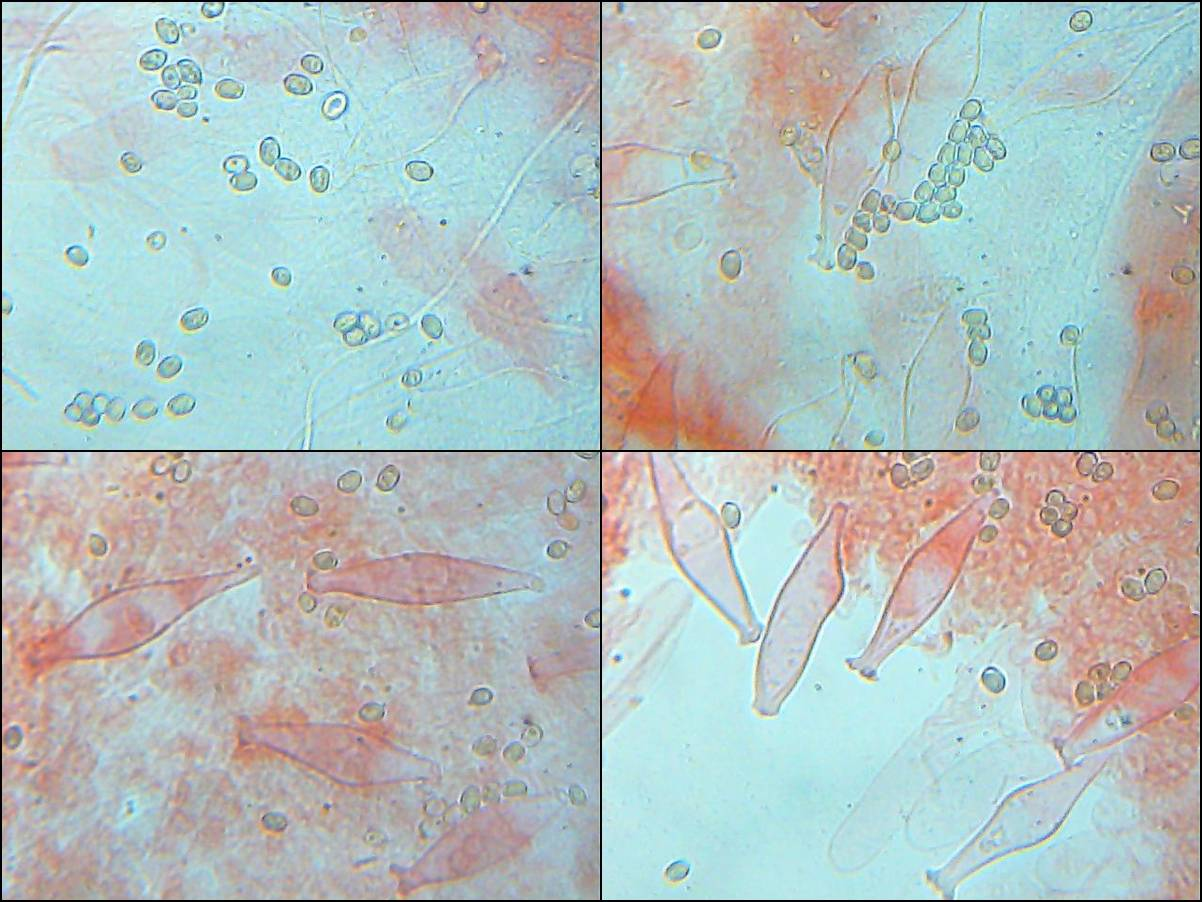
Microscopische kenmerken